# Marienkirche (Büdingen)

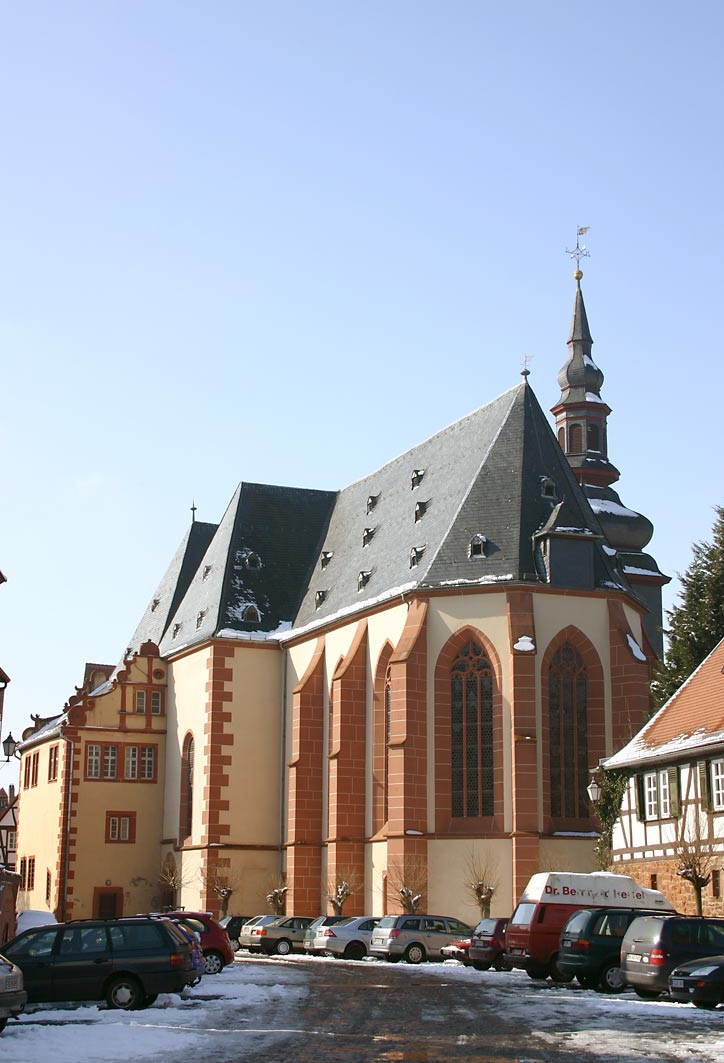
Südseite der Marienkirche

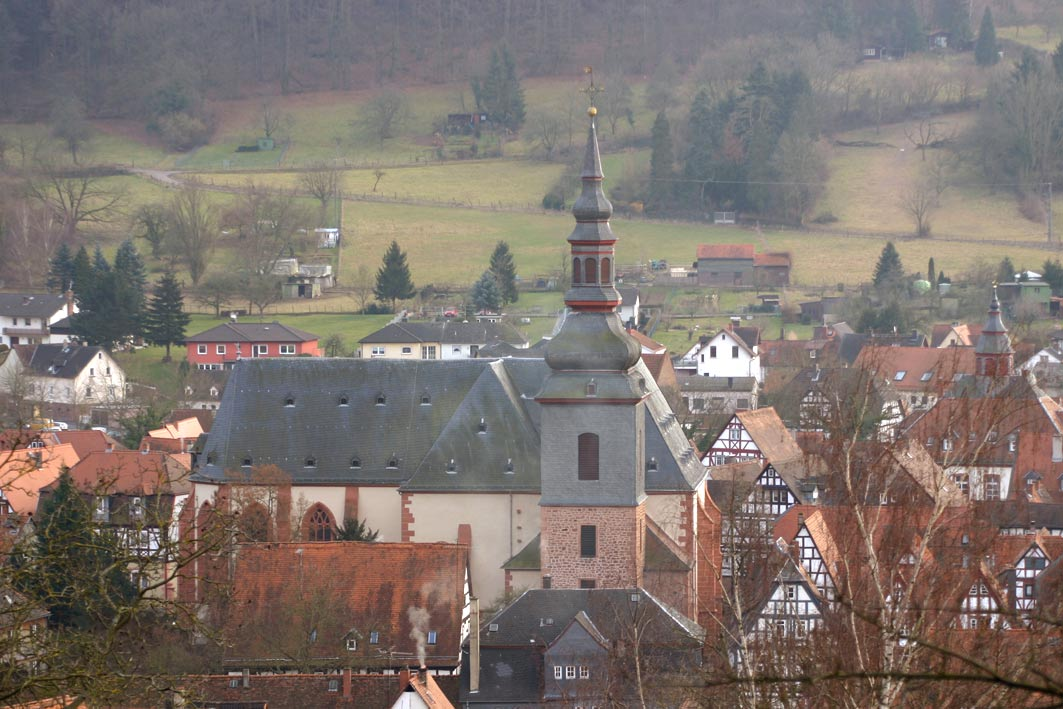
Blick auf die Marienkirche vom Pfaffenwald

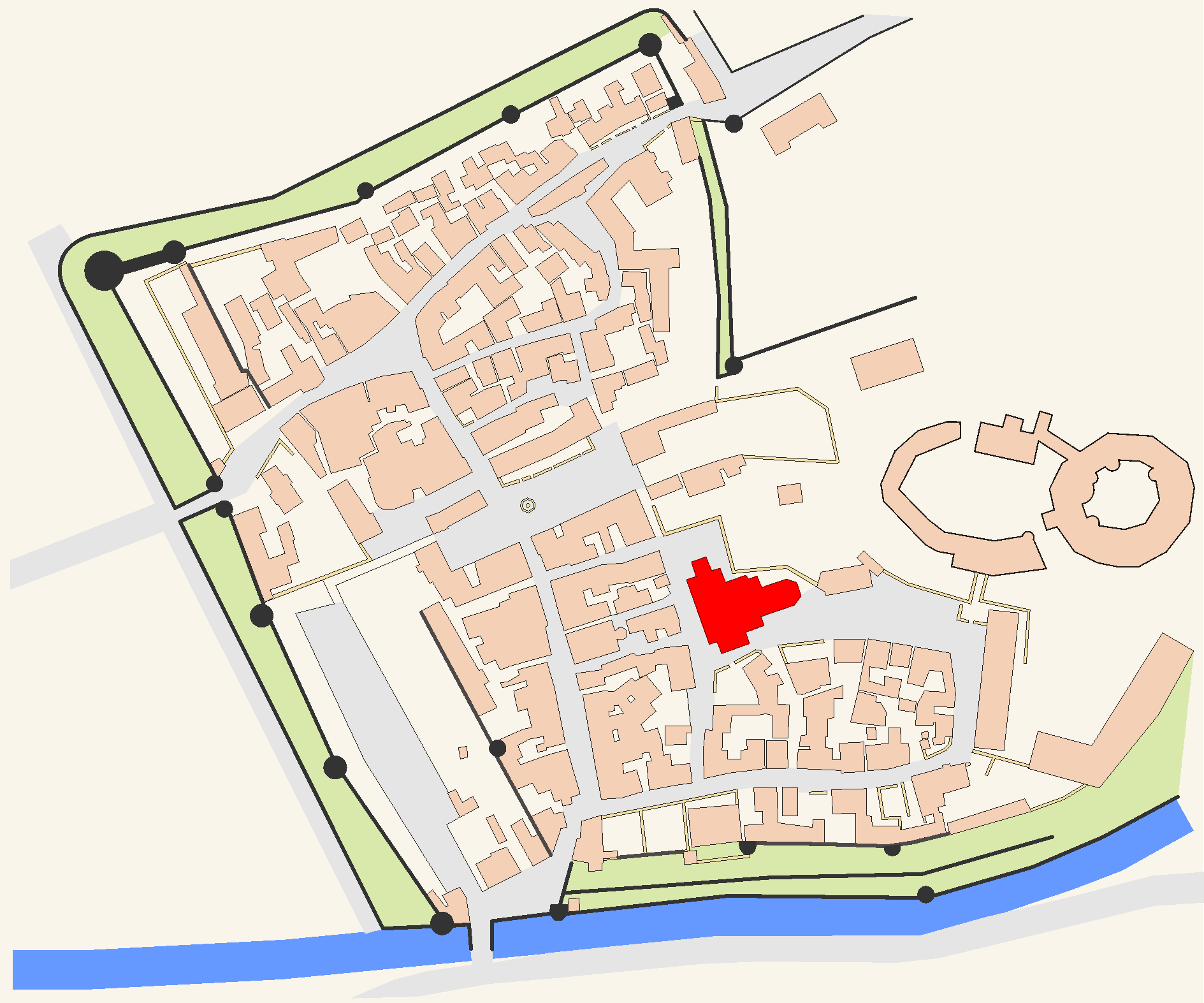
Standort der Marienkirche in der Altstadt

Die Marienkirche, auch Liebfrauenkirche genannt, ist die Hauptkirche der Stadt Büdingen in Hessen. Die Kirche entstand unter der Regierung Heinrich von Isenburgs (1340–1378) im Jahre 1367 und 1370 als hölzerne „Liebfrauenkapelle“ auf dem damaligen Marktplatz innerhalb der Stadt. Sie war die Nachfolgerin der außerhalb der Stadt gelegenen Pfarrkirche St. Remigius. Die Marienkirche war über die Jahrhunderte häufig Gegenstand von Bauarbeiten, so dass der heutige das Stadtbild prägende Bau verschiedenste Stilrichtungen der Baukunst erkennen lässt.
Einfluss auf die Gestalt des Baus hatten verschiedene militärische, politische, räumliche und religiöse Vorgaben und Zwänge. Die architektonische Entwicklung der Marienkirche lässt sich grob in vier Phasen einteilen: 1367 entstand eine hölzerne Kapelle als Provisorium, die bereits nach zehn Jahren durch eine in Nord-Süd orientierte Basilika ersetzt wurde. 1476 und 1491 entstand daraus eine nunmehr in Ost-West-Richtung ausgerichtete spätgotische Hallenkirche. Letztlich wurde die Kirche unter dem Einfluss der Reformation ab der Mitte des 16. Jahrhunderts wesentlich umgestaltet und erweitert.

## Geschichte der Marienkirche

### Die „Liebfrauenkapelle“
Mit dem Wachstum der Bevölkerung, wuchs auch das Bedürfnis, ein eigenes Gotteshaus in der Stadt zu haben, so dass 1367 zunächst eine hölzerne Kapelle als Provisorium entstand, das den Stadtbürgern den oft gefährlichen Weg zur außerhalb des Schutzes der Stadtmauern liegenden Remigiuskirche ersparen sollte. 1367 wird die „Liebfrauen-Kapelle“ auch zum ersten Mal urkundlich als hölzerne Kapelle erwähnt.

### Basilika des Grafen Johann
Bereits 1377, erst zehn Jahre nach ihrem Bau, wurde die Marien- oder Liebfrauenkapelle unter Johann I. von Isenburg (1378–1395) und seiner Gemahlin Sophie von Wertheim (1367–1387) in Steinbauweise umgebaut, vermutlich, weil die hölzerne Kapelle nicht mehr genügte. Der Umbau erfolgte als dreischiffige Basilika, die aus der Not des in der Stadt nur spärlich vorhandenen Raum in Nord-Süd-Richtung orientiert war. Wesentliche Baureste dieser ersten steinernen Kirche sind noch als Bestandteile der heutigen Marienkirche erhalten, wie der Triumphbogen und das erste Joch der Choranlage auf der Südseite, der heutigen Seitenkapelle und das gotische Portal unter dem Gewölbe des heutigen Turms auf der Nord-Seite, das die Jahreszahl 1370 sowie die Inschrift „Johann und Sphia hre. und frauwe zu Ysenburg und bodinge“ trägt.
1378 konnte der Altar- und Messedienst in der neuen Kapelle aufgenommen werden. Diether von Isenburg (1412–1482), Erzbischof von Mainz, gestattete wegen der Gefahr feindlicher Überfälle auf dem Weg zum und während des Gottesdienstbesuchs in der Remigiuskirche, die Messe in der Liebfrauenkirche lesen zu lassen. Entsprechend den zunehmenden Rechten der Kapelle verlor die Remigiuskirche im Großendorf an Bedeutung. Ab 1444 durfte in der Liebfrauenkirche das „Salve Regina“ gesungen werden. Erzbischof Theodorius von Mainz genehmigte ein Jahr später, dort ein tägliches Messopfer abzuhalten. 1456 wurde der Bau zwischen Kirche und Kirchturm um die „Neue Schule“ ergänzt.
Auch außerhalb der Stadtmauer bestanden Kapellen, etwa die dem Evangelisten Johannes geweihte Burgkapelle oder die zwischen Stadt und Friedhof gelegene Corporis-Christi-Kapelle (erbaut 1350). Die Corporis-Christi-Kapelle, meistens Herrgottskirche genannt, diente bis ins späte Mittelalter der Sebastiansbruderschaft als Gotteshaus. Noch heute unklar ist der Standort der St. Nikolauskapelle. Mit der Reformation verwaisten diese Kapellen, verfielen und wurden später abgebrochen. Einzig Bestand hatte die Kapelle in der Burg.
Der Altar der Kirche war drei Heiligen gewidmet – der Märtyrerin Dorothea, Theobald (Thibault) von Provins (Patron der Gerber, Köhler und Schuhmacher) und Martin von Tours. Während der Grabungen 1956 entdeckte man im Kirchenschiff neben einer Vielzahl von Grabplatten auch eine schmucklose Platte, die lediglich ein Loch und ein Kreuz aufwies. Die Platte war nicht aus Büdinger Sandstein gefertigt, sondern aus einem grünen und wesentlich härteren Material, wie es im Wald bei Schlierbach im Brachtal vorkommt. Das Material entspricht dem der Gewändeplatten der Remigiuskirche. Da auch Urkunden von einer Überführung von Altarplatten aus der Remigiuskirche berichten, ist anzunehmen, dass es sich um Teile der ältesten Altarplatten der Liebfrauenkapelle handelt.

#### Nord-Süd-Ausrichtung

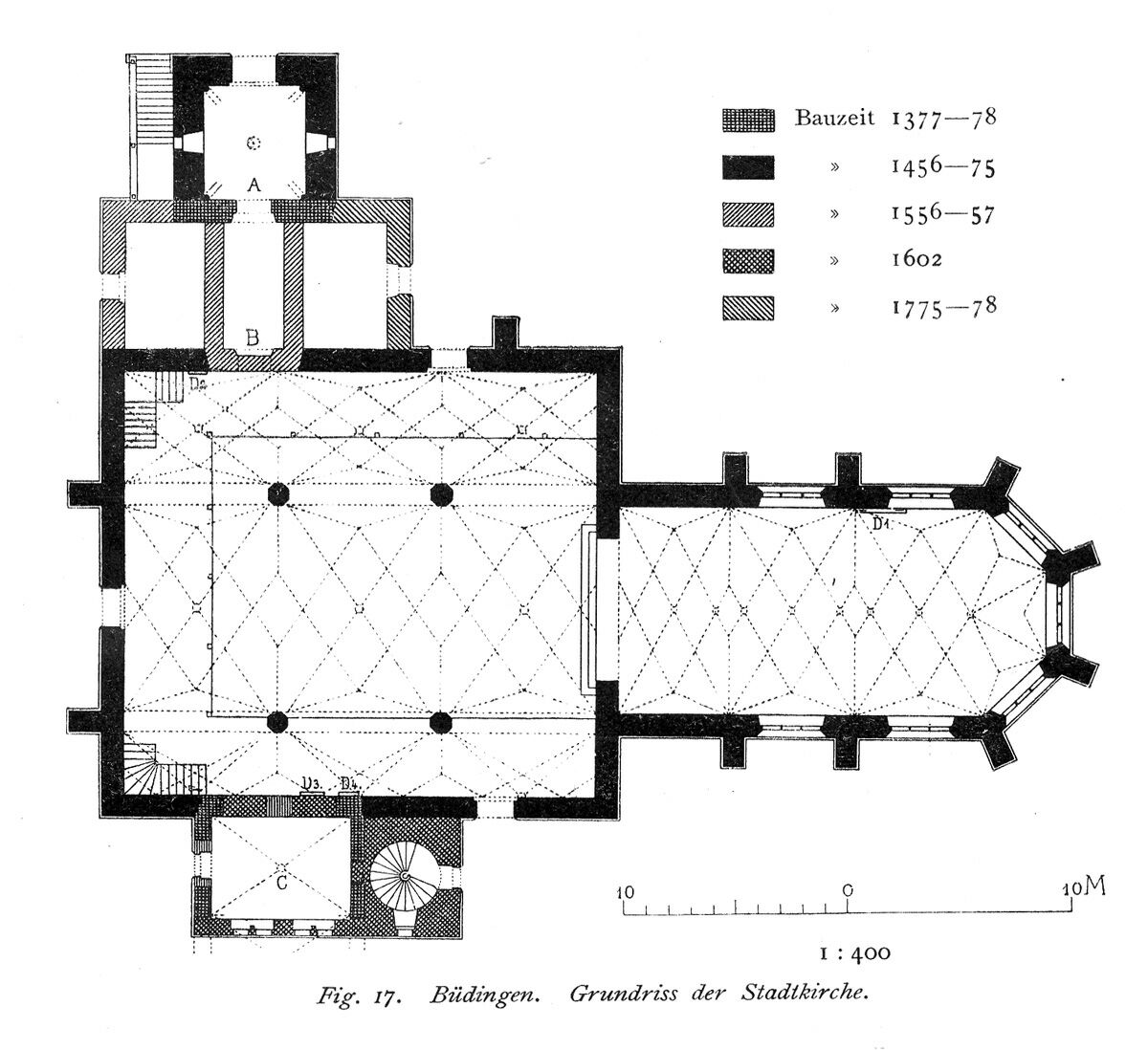
Grundrissskizze der Marienkirche mit Bauabschnitten

Die auffällig um 90 Grad von der „Heiligen Linie“ (West-Ost-Achse) abweichende Nord-Süd-Ausrichtung der Kapelle wurde trotz historischer Aufzeichnungen vielfach von Fachleuten bezweifelt, finden sich doch höchsten zwei oder drei solchermaßen ausgerichtete Kirchen in Deutschland. Erst Ausgrabungen während der Renovierung 1957–1961 unter der Bauleitung von Peter Nieß brachten als Beleg die aufgegebene östliche Längswand der alten Büdinger Liebfrauenkirche von 1377 zu Tage. Die Mauer war eingerahmt durch den Plattenbelag der alten Kapelle auf der einen und dem Pflaster des alten Marktplatzes auf der anderen Seite.
Verschiedene Faktoren zwangen den Bauherren diese Ausrichtung auf. Der Büdinger Marktplatz um 1330 war in seiner Achse von Norden nach Süden gerichtet. Durch die vorhandene Remigiuskirche vor der Stadt war städtebaulich eine Kirche innerhalb der Stadtmauern nicht vorgesehen worden. Außerdem benötigte man jeden freien Meter innerhalb der Stadtmauern für die Ansiedlung der Burgmannen. Mangels anderer freier Plätze entstand auf dem Marktplatz die Liebfrauenkapelle und an deren Stelle 1377 der sich an den städtebaulichen Gegebenheiten orientierende massive Kirchenbau der steinernen Liebfrauenkapelle.

#### Höhenlage
Das südliche Portal unter dem Turm weist durch seine beträchtlich vertiefte Lage auf ein wesentliches Problem der Büdinger Altstadt hin: Die häufigen Überschwemmungen durch den Seemenbach und die damit verbundene Anschwemmung von Boden im Stadtbereich. Der Boden der alten Kapelle liegt über 1,25 Meter unter dem Niveau der heutigen Straße. Mit jeder Neupflasterung der Büdinger Straßen und Plätze verstärkte sich der Effekt. Dies dürfte mit einer der Gründe für den Neubau der Kirche 1476 sein.

### Spätgotische Hallenkirche

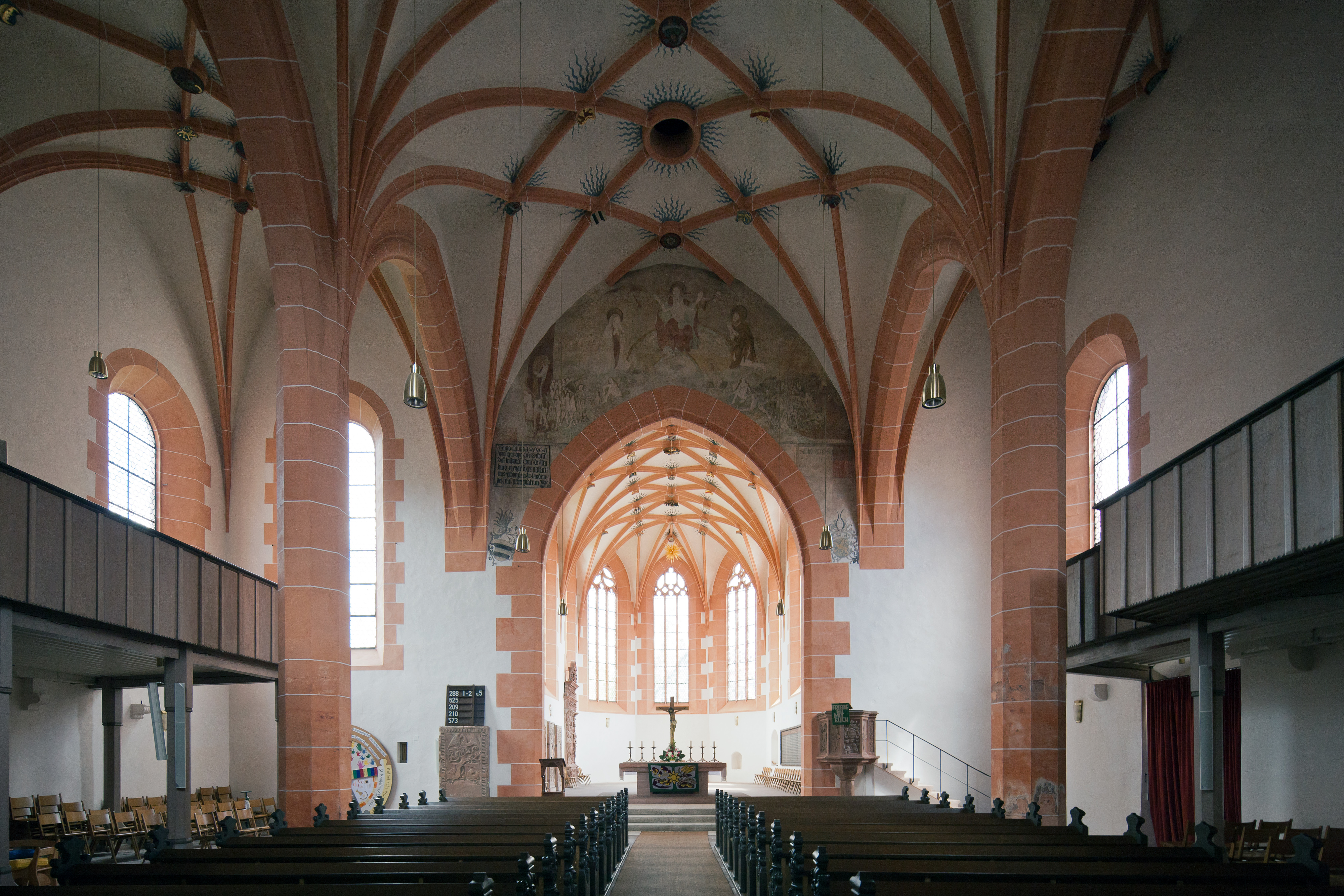
Inneres von Westen

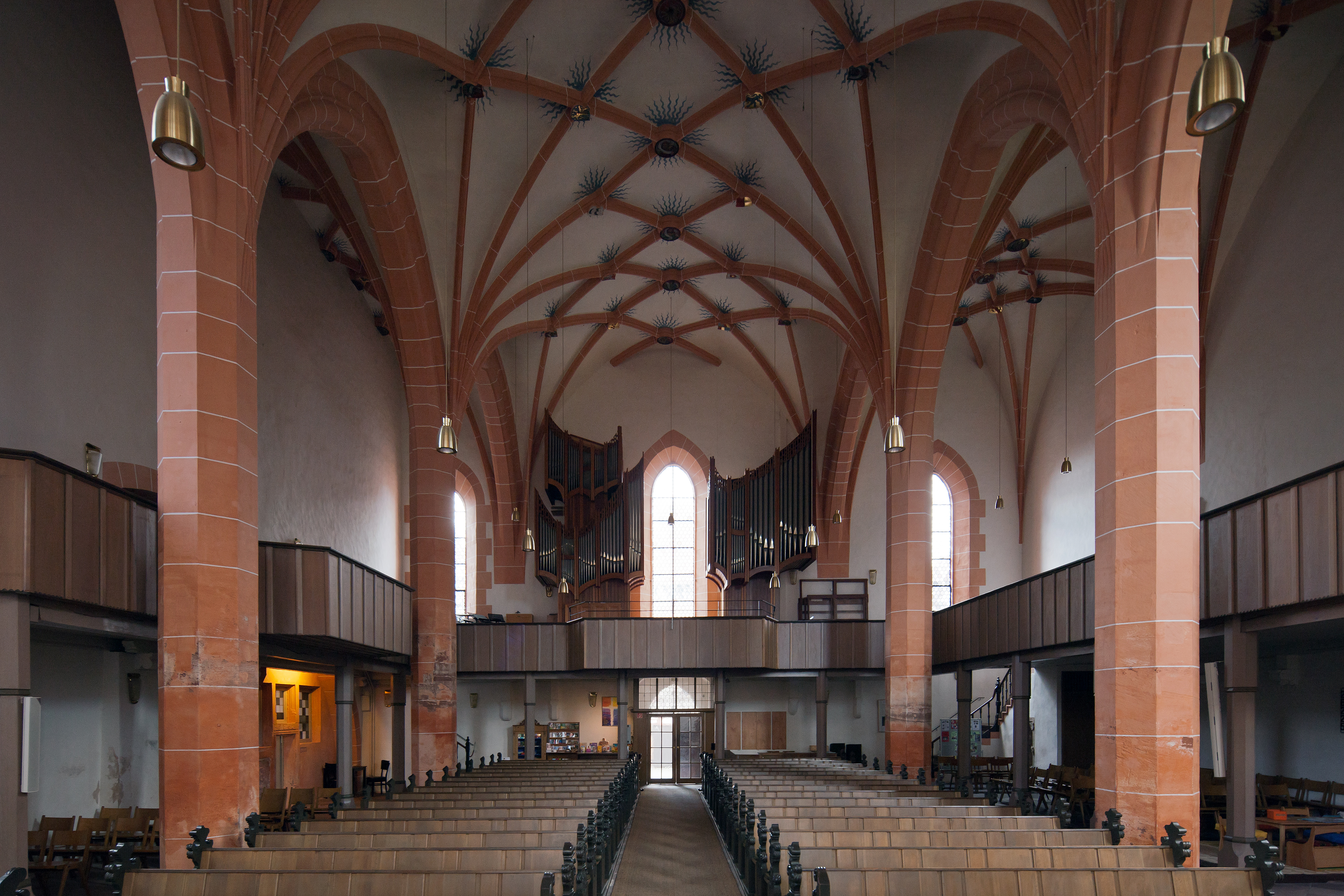
Inneres von Osten

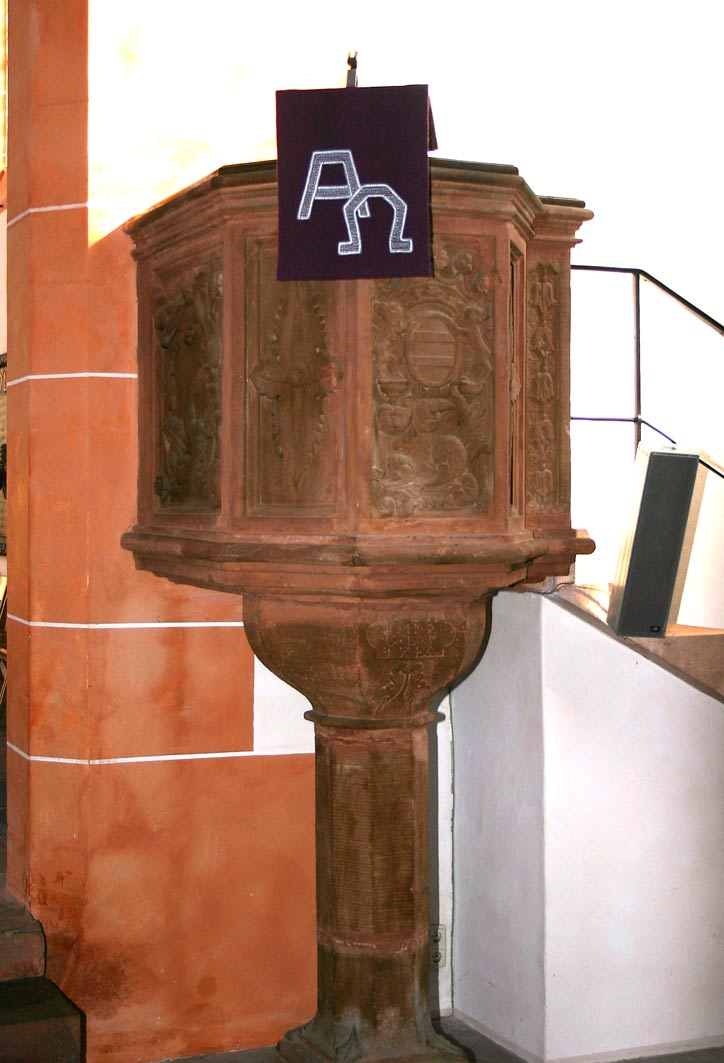
Kanzel

Unter der Herrschaft des kunstsinnigen Grafen Ludwig II und seine Gemahlin Maria von Nassau erfolgte zwischen 1476 und 1491 der Umbau der Kapelle in eine gotische Residenzkirche, die damit ihre heutige bauliche Gestalt erhielt. Um Platz für den Bau des neuen Gotteshauses zu schaffen, mussten verschiedene Häuser der Altstadt abgebrochen werden. Der Bau begann, wie die Bauinschrift belegt, mit der Errichtung des lichtdurchfluteten Chores, der der Kirche eine feierliche Note verleiht. Durch den Umbau wurde die Ausrichtung der Kirche in die liturgisch korrekte Ost-West-Richtung gedreht. Der Bau griff in vielen Bereichen Elemente der Frankfurter Kirchenbauschule auf.
Mit dem Grundriss des Langhauses orientierte sich die gräfliche Bauhütte unter Meister Hans Kune offensichtlich an der nahen Klosterkirche in Hirzenhain, während das weit gespannte Netzgewölbe im dominierenden Mittelschiff dem Langhausgewölbe der früheren Peterskirche in Frankfurt entspricht. Im Gegensatz zu den figurierten Gewölben in den Bauten der Frankfurter Schule findet sich im Treffpunkt der Rippen kein schmückendes Blattwerk. Stattdessen wurden dort der Bedeutung als Residenzkirche entsprechend skulptierte Wappenschilde der Ahnen des Bauherrn Ludwig II. und seiner Gemahlin Maria von Nassau angeheftet. Derartige Motive waren vor dem Bau der Marienkirche am Mittelrhein unbekannt. Prägend für andere Bauten der ausgehenden Hochgotik, wie etwa für Hitzkirchen, Bischofsheim, Hanau, Babenhausen oder Groß-Umstadt, war der Einfluss der während der Bauzeit entstandenen „Büdinger Bauschule“.
Die schmalen, längsrechteckigen Seitenschiffsjoche sind den breiten, querrechteckigen Mittelschiffsjochen zugeordnet und bilden so die Grundlage der weitgespannten Arkadenbögen. Die Kirche war mit prachtvollen Altären ausgestattet. Neben dem noch vorhandenen Hochaltar werden ein Marienaltar, ein Martins- und ein St.-Georgsaltar genannt. Die Wände waren mit beeindruckenden Wandmalereien bedeckt, von denen heute im Wesentlichen nur noch die Darstellung des jüngsten Gerichts über dem Triumphbogen erhalten ist.
Nach dem Abschluss der Baumaßnahme wurde die jetzt gotische Hallenkirche zur Stadtkirche erhoben. Nach ihrer Weihe im Jahre 1492 erhielt die Kirche 1495 auch das Taufrecht und übernahm damit alle gottesdienstlichen Funktionen der St.-Remigiuskirche im Großendorf. Die Stadt Büdingen gehörte dem Erzbistum Mainz an und unterstand kirchenrechtlich dem Archidiakonat des Marienstifts zu den Greden. Das Patronatsrecht über die Pfarrkirche und die Kapellen wurde vom Kloster Marienborn ausgeübt.

#### Das Fresko des Jüngsten Gerichts

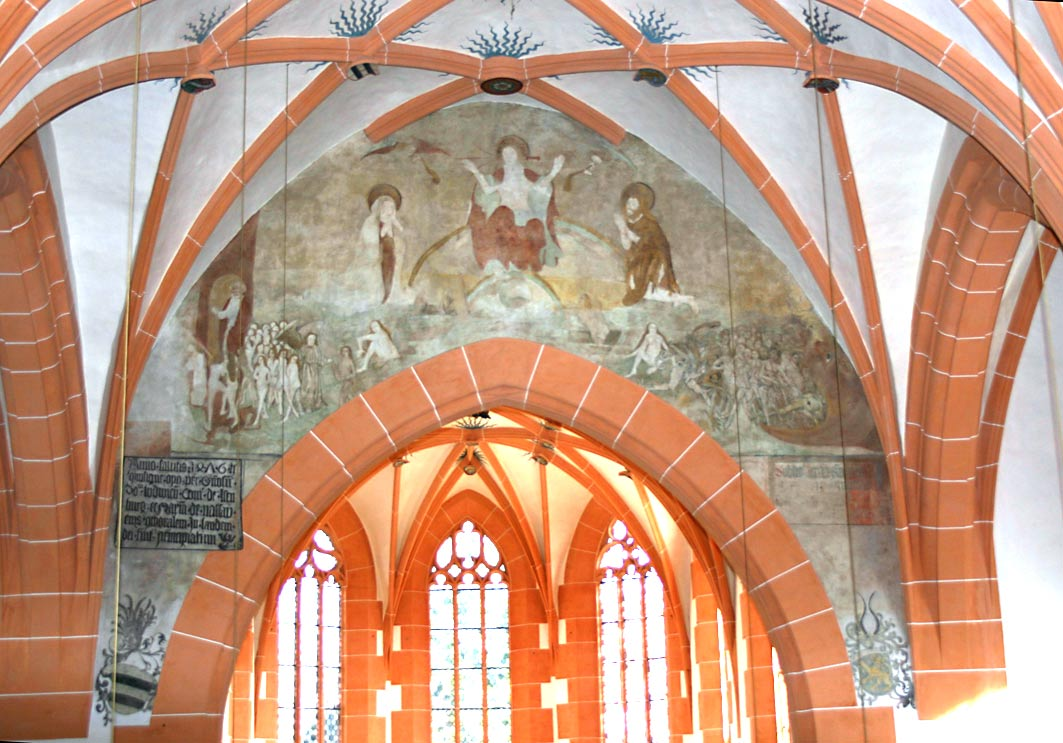
Das 'Jüngste Gericht' über dem Triumphbogen

Ein besonderes Zeitdokument ist das Wandgemälde des Jüngsten Gerichts über dem Triumphbogen zwischen Halle und Chor. Es stammt aus der Bauzeit der Kirche und zeigt beeindruckend die mittelalterliche Angst vor den Höllenqualen. Die Menschen der damaligen Zeit sollten durch diese bildliche Drohung zum Glauben geführt und zum Gehorsam gegenüber Gott und seinen Geboten gezwungen werden. Das Fresko zeigt bildlich das Weltgericht aus dem Gleichnis Jesu im Matthäusevangelium (Mt 25,31ff ):
Wenn aber des Menschen Sohn kommen wird in seiner Herrlichkeit und alle Engel mit ihm, dann wird er sitzen auf dem Thron seiner Herrlichkeit, und werden vor ihm alle Völker versammelt werden. Und er wird sie voneinander scheiden, gleichwie ein Hirt die Schafe von den Böcken scheidet, und wird die Schafe zu seiner Rechten stellen und die Böcke zur Linken.
Die Fresken wurden während der Reformation im Jahr 1601 unter Berufung auf das Bilderverbot (Ex 20,4 ) übertüncht. Während der Restaurierung 1961 wurden Farbreste an den Seitenwänden entdeckt. Weitere Fresken tauchten im Rahmen der Renovierungen auf und wurden teilweise freigelegt.
Das Fresko des Jüngsten Gerichts zeigt den auf einem Regenbogen und einer Weltkugel thronenden Christus. Seine Hände sind abwehrend und segnend erhoben. Aus seinem Mund geht das zweischneidige Schwert (Offb 1,16 ) und eine Palme. Über ihm rufen zwei Engelgelstalten mit Trompeten zur Auferstehung. Zur Rechten seine Mutter Maria, die Kirchenpatronin. Zu seiner Linken findet sich Johannes der Täufer. Unterhalb der beiden sitzen Adam und Eva. Weiter zur Linken Jesu verschlingt der Höllendrache die Verdammten. Die Augen der Ausgesonderten sind auf Jesus gerichtet, doch zu spät (Joh 1,7 ):
...und es werden ihn sehen alle Augen und alle, die ihn durchbohrt haben.
Zur Rechten Jesu lädt Simon Petrus die aus den Gräbern Auferstandenen, teilweise geleitet durch Engel, mit einer Handbewegung in die Himmelspforte zum ewigen Leben.

#### Schabemarken

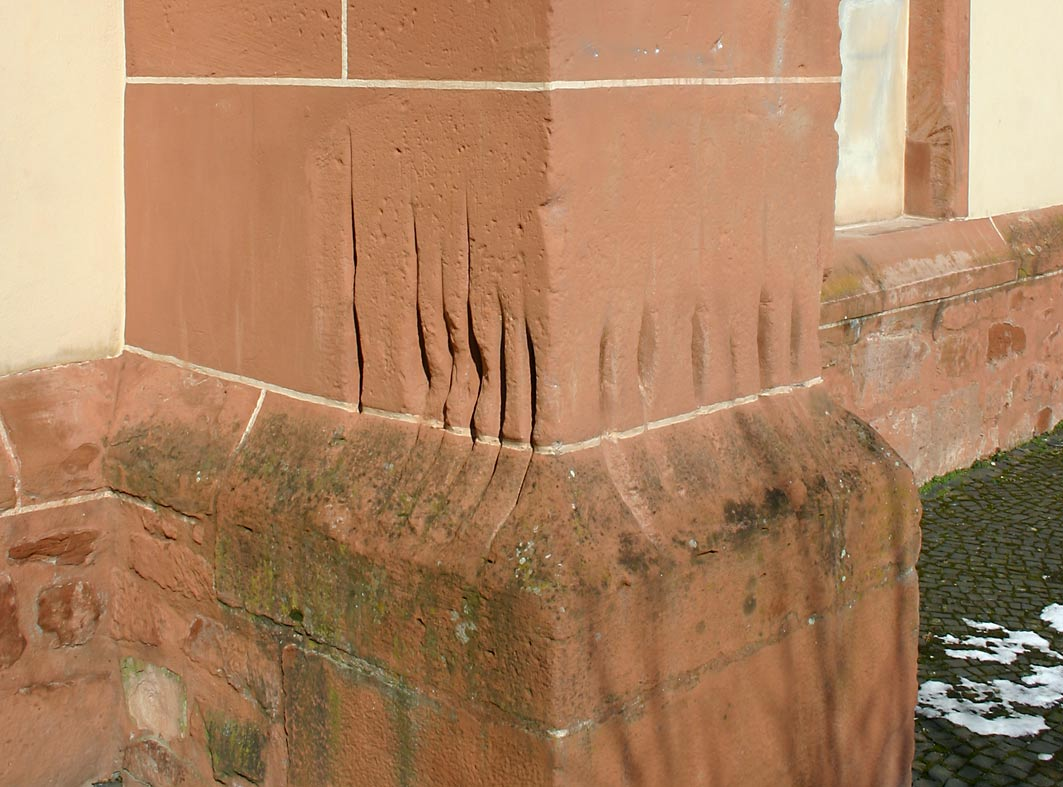
Wetzrillen der „Weisen Frauen“

An der Südseite des Chores der Marienkirche fallen eine Vielzahl von senkrechten Schabemarken an den äußeren Strebepfeilern ins Auge. Unterhalb der Rillen finden sich näpfchenartige Vertiefungen. Vermutlich handelt es sich dabei um Zeugnisse der Büdinger „Weisen Frauen“ aus dem 16. Jahrhundert. Diese rieben von der geheiligten Stätte Steinstaub ab, um daraus Arzneien zu erzeugen. Der im Mittelalter weit verbreitete Aberglaube besagte, dass der Staub, den man daher gerne mit sich trug, vor allerlei bösen Geister schütze. Diesen Staub mischte man auch oft Heilmitteln bei, um üble Krankheiten zu verhüten oder zu heilen.
Über ein anderes Büdinger Heilmittel berichtet der Kupferstecher Matthäus Merian: „Bey dieser Statt in einem Acker gibt es viel Krottenstein so äußerlich und innerlich das Gift abtreiben. Haben eine schöne Signatur am bufonis, gleich wie die Natterzungen in Malta sondere Signaturen haben.“ Bei den von Merian beschriebenen Krottensteinen handelt es sich um Versteinerungen von Muscheln aus dem Zechsteinmeer. Diese wurden in Mörsern pulverisiert und Arzneien beigemischt. Heute findet man diese vorzeitlichen Relikte noch am südlichen Ausgang des Eisenbahntunnels zwischen Büdingen und Gründau.

### Reformation und Calvinismus

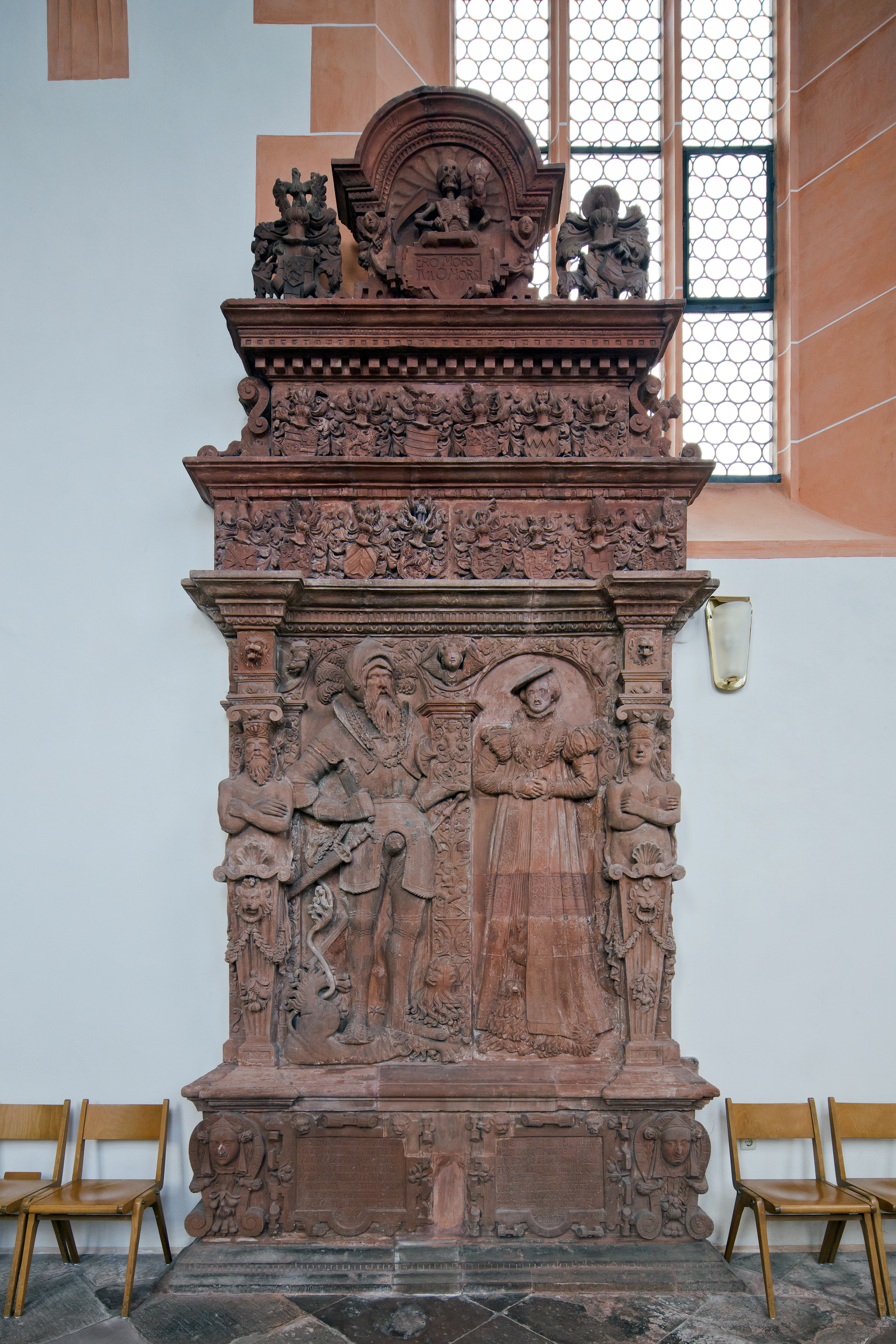
Epitaph Anton von Ysenburg und Elisabeth von Wied (1563)

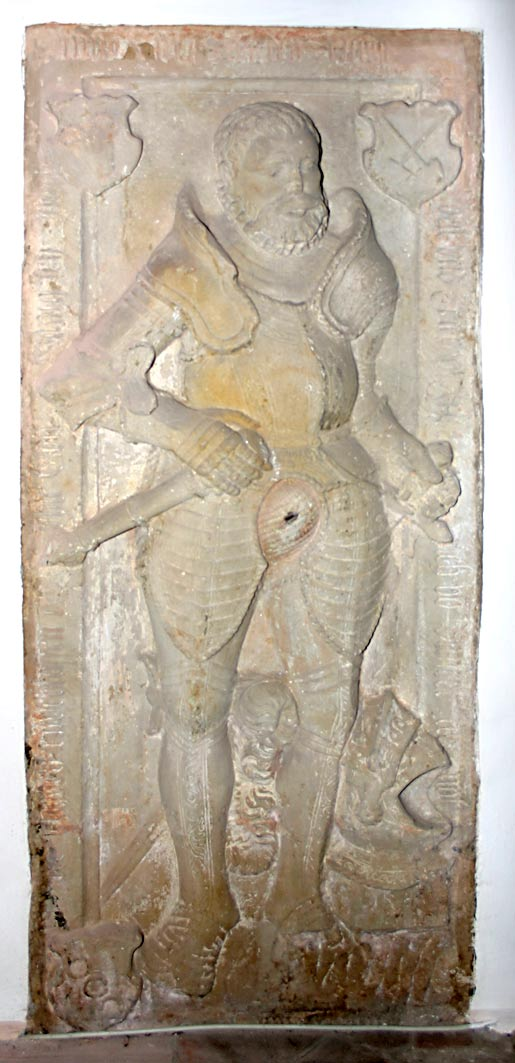
Epitaph eines Hofbeamten

Die Reformation erreichte 1543 auch Büdingen. Zunächst wurden lediglich einige Umgestaltungen liturgischer Art vorgenommen, es blieb bis 1584 aber bei der lateinischen Messe, und auch die Fastenzeiten wurden beibehalten. Die Einrichtung der Kirche, wie die Altäre, die Heiligen und die Taufsteine, blieb durch die Einführung der lutherischen Lehre unverändert. Seit der Reformation diente der Chor auch als Grablege des Herren- und Grafenhauses und löste damit das Kloster Marienborn ab. Eine im Boden eingelassene Bronzeplatte hinter dem Altar belegt dies. Heute noch vorhanden ist das sandsteinerne Epitaph (Grabdenkmal) des Grafen Anton von Ysenburg und seiner Gemahlin Elisabeth von Wied aus dem Jahre 1563, das einem Mainzer Bildhauer „Schro“ zugeschrieben wird. Die lebensgroßen, höfisch gekleideten Figuren des Grafenpaares, teilen den noch Lebenden mit der Grabinschrift mit: „ERO MORS TUA O MORS – Ich werde dein Tod sein, o Tod“. Bedeutende Familien des ysenburgischen Lehnshofes ließen sich vor den Altarstufen im Langhaus beerdigen, wovon einige an den Wänden des Langhauses aufgestellte oder eingemauerte Grabsteine zeugen. Im Jahr 1556 wurde zwischen dem Turm und dem Langhaus die „Neue Schule“ eingerichtet.
Graf Wolfgang von Ysenburg-Kelsterbach, aus der Ysenburg-Ronneburger Linie, schloss sich der reformierten Lehre an. Sein Vetter Wolfgang Ernst I. (1560–1633) von der Birsteiner Linie folgte bald dessen Beispiel. Entsprechend dem Grundsatz „Cuius regio, eius religio“ führte er die Reformation in seinem Landesteil ein. Büdingen war zu dieser Zeit aber gemeinsamer Besitz verschiedener Ysenburger Linien, deren Gegensätze auf konfessionellem Gebiet sich entsprechend auswirkten. Die religiösen Meinungsverschiedenheiten mit Graf Heinrich von der Ronneburger Linie begannen 1584 und endeten erst mit dem Tod Heinrichs 1601, nach dem Büdingen calvinistisch wurde.
Mit der konfessionellen Umstellung ging auch ein Bildersturm einher, bei dem viele Elemente der Innenausstattung verloren gingen. In den Kirchen und den wenigen verbliebenen Kapellen wurde alles geräumt, was aus katholischen oder lutherischen Zeiten stammte. Altäre, Kruzifixe, Heiligenbilder, Taufsteine wurden entfernt und zerschlagen und Wandgemälde übertüncht. In der Marienkirche überstanden einzig der Hochaltar und die genannten Epitaphe den Sturm. Die Grabmäler wurden durch hölzerne Verschläge verdeckt. Über viele Jahre blieb das religiöse Leben Büdingens vom Verbot der „Anbetung von Götzen“ (Bilder, Statuen, Messgewänder usw.) gekennzeichnet.
An Stelle des zweiten Joches des älteren Marienchores der ersten Steinkirche wurde im Jahr 1602 auf der Südseite das „Neue Consistorium“, auch „Presbyterium“ genannt, erbaut. Dort traf sich das Consistorium, der Kirchenrat der Grafschaft Isenburg und Büdingen unter dem Vorsitz des damaligen Grafen Wolfgang Ernst.

### Spätere bauliche Änderungen
1776 wurde der schadhafte gotische Turmhelm durch eine neue barocke Haube ersetzt.
Im Chor findet sich heute eine Ehrentafel für die Gefallenen des Ersten Weltkrieges. Der Altar ist mit einem aus der Zeit um 1500 stammenden spätgotischen Kruzifix geschmückt.

## Weitere Entwicklungen
Durch das am 29. März 1712 durch Grafen Ernst Casimir (1693–1749) erlassene Toleranzedikt ermutigt, siedelten sich ab dem Ende des Dreißigjährigen Krieges 1648 und vor allem zu Anfang des 18. Jahrhunderts Inspirierte, Separatisten, Pietisten und andere christliche Sekten in der Stadt Büdingen und auf den umgebenden Ländereien der Ysenburger Herren an. Ernst Casimir gestattete den nach Büdingen Zuziehenden „vollkommene Gewissensfreiheit“ und verlangte im Gegenzug, dass sie sich „im Bürgerlichem Wandel gegen Obrigkeit und Unterthanen sowohl als in ihren Häusern ehrbar, sittsam und christlich sich aufführen“ sollten. Sein eigentliches Ziel war es, dem von Krieg und Pest verursachten Bevölkerungsrückgang entgegenzuwirken.
Bereits im 17. Jahrhundert lebten wieder einzelne Lutheraner in Büdingen. Deren Anzahl stieg im 18. Jahrhundert zunehmend an, so dass 1769 eine eigene Pfarrei gegründet wurde. Nach vierjähriger Bauzeit konnte am 26. August 1774 die lutherische Kirche in der Schlossgasse geweiht werden. Das Gebäude diente von 1829 als Gymnasium und zwischen 1879 und 1994 als Amtsgericht. Dreihundert Jahre nach der Reformation 1517 vereinigten sich auch in Büdingen die Lutheraner und Reformierten 1817 zu einer evangelischen Gemeinde. Seit den letzten Jahrzehnten des 19. Jahrhunderts entstand auch wieder eine katholische Gemeinde in Büdingen.

## Ausstattung

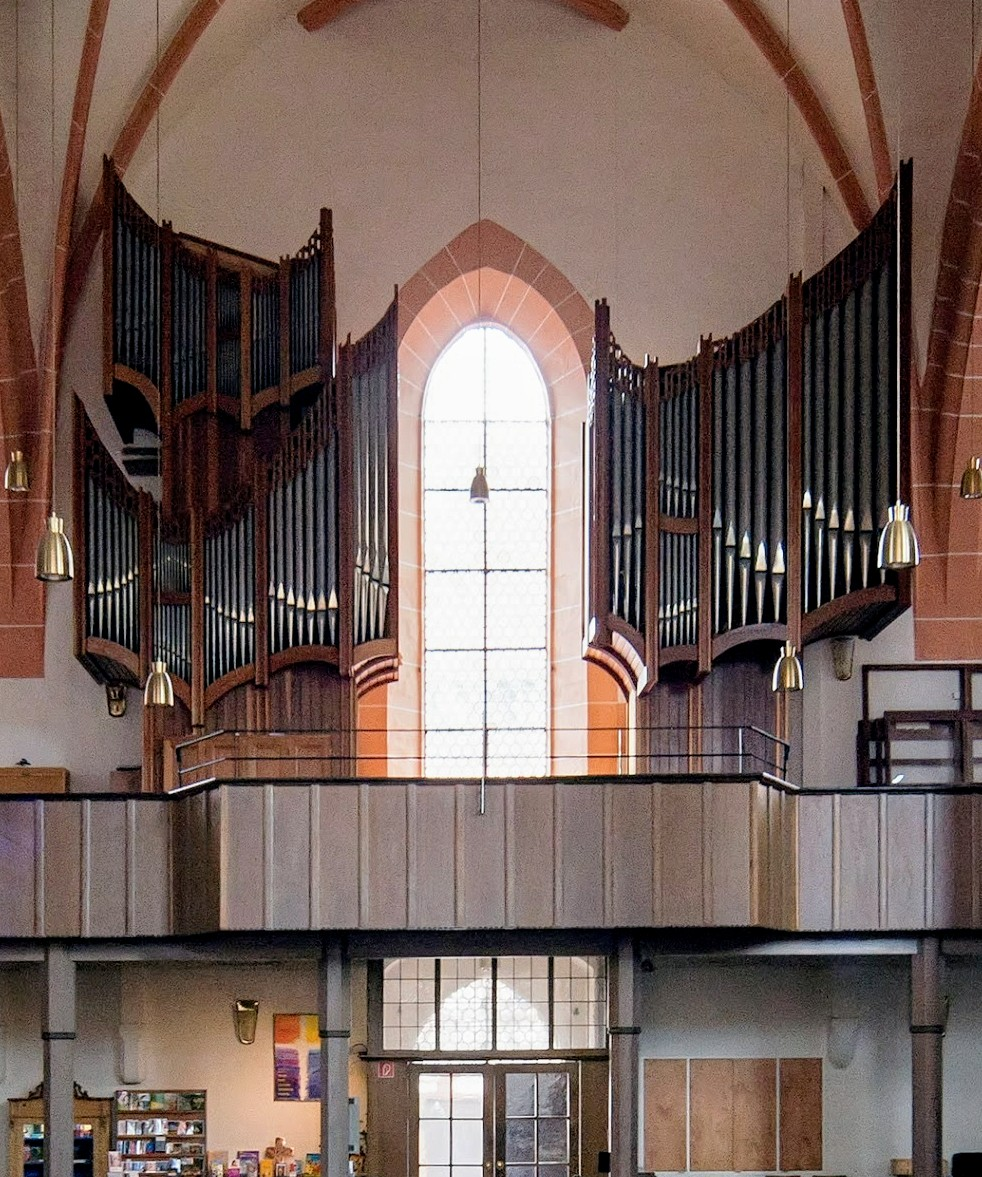
Orgel

Die Orgel auf der Westempore über dem Haupteingang wurde 1971 von der Orgelbaufirma Hillebrand (Hannover) erbaut. Das Schleifladen-Instrument hat 28 Register auf zwei Manualwerken und Pedal. Das Oberwerk ist schwellbar. Die Spieltrakturen und Koppeln sind mechanisch, die Registertrakturen sind elektrisch.
| I Hauptwerk C–g3 |        |
| Pommer           | 16′    |
| Prinzipal        | 08′    |
| Rohrflöte        | 08′    |
| Oktave           | 04′    |
| Blockflöte       | 04′    |
| Quinte           | 02 ⁄3′ |
| Spitzflöte       | 02′    |
| Sesquialtera II  | 02 ⁄3′ |
| Mixtur IV-VI     | 01 ⁄3′ |
| Trompete         | 08′    |

| II Oberwerk C–g3 |         |
| Gedackt          | 08′     |
| Quintade         | 08′     |
| Prinzipal        | 04′     |
| Spillflöte       | 04′     |
| Nasat            | 02 ⁄3′  |
| Waldflöte        | 02′     |
| Terz             | 01 3⁄5′ |
| Scharf IV        | 01′     |
| Krummhorn        | 08′     |
| Tremulant        |         |

| Pedalwerk C–f1 |        |
| Subbaß         | 16′    |
| Oktavbaß       | 08′    |
| Gedacktbaß     | 08′    |
| Oktave         | 04′    |
| Nachthorn      | 02′    |
| Mixtur IV      | 02 ⁄3′ |
| Posaune        | 16′    |
| Trompete       | 08′    |
| Cornett        | 04′    |

- Koppeln: II/I, I/P, II/P
- Spielhilfen: 2 freie Kombinationen, 1 freie Pedalkombination, Tutti